# (2851) Harbin
(2851) Harbin ist ein Asteroid des Hauptgürtels, der am 30. Oktober 1978 am Purple-Mountain-Observatorium in Nanjing entdeckt wurde. 
Benannt ist der Asteroid nach Harbin, der Hauptstadt der chinesischen Provinz Heilongjiang.